# Prunedale, California
Prunedale, California (енгл. Prunedale) насељено је место без административног статуса у америчкој савезној држави Калифорнија.

## Демографија
По попису из 2010. године број становника је 17.560, што је 1.128 (6,9%) становника више него 2000. године.
| Група             | 2000.          | 2010.         |
| Белци             | 11.168 (68,0%) | 8.806 (50,1%) |
| Афроамериканци    | 209 (1,3%)     | 177 (1,0%)    |
| Азијати           | 592 (3,6%)     | 672 (3,8%)    |
| Хиспаноамериканци | 3.781 (23,0%)  | 7.322 (41,7%) |
| Укупно            | 16.432         | 17.560        |